# Formicini
Formicini – plemię mrówek z podrodziny Formicinae. 
Mrówki te mają głowę wyposażoną w przyoczka, położone za połową jej długości oczy oraz mające od 5 do 10 zębów żuwaczki. Nadustek sięga u nich między toruli, a rowki czułkowe albo się stykają z jego tylnym brzegiem albo leżą blisko niego. Czułki są 13-członowe u samców, a 12-członowe u samic. Przetchlinki pozatułowia leżą wysoko na jego bokach i mają eliptyczny lub szczelinowaty kształt. Biodra tylnej pary odnóży leżą blisko siebie, a golenie tejże pary odnóży mają podwójny rządek grubych szczecin. Brzuszna krawędź wydłużonego pomostka ma w przekroju poprzecznym kształt litery V. Samce mają dużych rozmiarów aparat genitalny.
Należy tu 11 opisanych rodzajów:
- Alloformica Dlussky, 1969
- Bajcaridris Agosti, 1994
- Cataglyphis Förster, 1850
- †Cataglyphoides Dlussky, 2008
- †Conoformica Dlussky, 2008
- Formica Linnaeus, 1758
- Iberoformica Tinaut, 1990
- Polyergus Latreille, 1804
- Proformica Ruzsky, 1902
- †Protoformica Dlussky, 1967
- Rossomyrmex Arnol'di, 1928